# La Providencia, Chilón
La Providencia är en ort i Mexiko.   Den ligger i kommunen Chilón och delstaten Chiapas, i den sydöstra delen av landet, 800 km öster om huvudstaden Mexico City. La Providencia ligger 926 meter över havet och antalet invånare är 115.
Terrängen runt La Providencia är kuperad åt sydväst, men åt nordost är den bergig. Runt La Providencia är det ganska tätbefolkat, med 54 invånare per kvadratkilometer. Närmaste större samhälle är Yajalón, 9,4 km nordväst om La Providencia. I omgivningarna runt La Providencia växer i huvudsak städsegrön lövskog.